# Virginia Araceli García Acosta
Virginia Araceli García Acosta (Chihuahua Chihuahua; 23 de marzo de 1952) es una antropóloga, historiadora, catedrática, investigadora y académica mexicana  especializada en antropología social e historia de los desastres.

## Estudios y docencia
Cursó una licenciatura y una maestría en Antropología social en la Universidad Iberoamericana (UIA). Años más tarde, cursó un doctorado en historia de México en la Universidad Nacional Autónoma de México (UNAM). Se tituló del doctorado con la tesis Los sismos en la historia de México. Análisis histórico social: época Prehispánica y Colonial en 1995. Desde 1974 ha sido profesora e investigadora del Centro de Investigaciones y Estudios Superiores en Antropología Social (CIESAS) que es un Centro Público de Investigación perteneciente al CONACYT (Consejo Nacional de Ciencia y Tecnología, del cual fue Directora Académica de 1997 a 2000 y directora general de 2004 a 2009 con una segunda ratificación del cargo hasta 2014. De igual forma, ha sido profesora de la Escuela Nacional de Antropología e Historia, de la UIA y de la UNAM.
Ha impartido cursos en el Centro Nacional de Prevención de Desastres (CENAPRED), en la Universidad de Helsinki, en la Escuela de Administración Pública del Distrito Federal, en el Instituto Mora, en el Instituto de Historia de la Universidad de Viena y otras instituciones.

## Investigadora y académica
Como investigadora ha colaborado para el CIESAS, la Universidad de Colima, el Politécnico de Milán,  la Universidad de Naciones Unidas, la Universidad de Salzburgo, el Instituto de Geografía de la UNAM y la Universidad de Georgia.
Ha colaborado en la Agence Inter-establissementes of recherche pour le dévelopment en Marsella y en el International Strategy for Disaster Reduction de la ONU en Ginebra, Suiza. 
Es investigadora nivel III del Sistema Nacional de Investigadores (SNI). Es miembro de número de la Academia Mexicana de la Historia desde 2012, en donde ocupa el sillón N° 5.

## Obras publicadas
Ha publicado más de un centenar de artículos en memorias, periódicos, revistas de divulgación, reseñas y compilaciones, asimismo, ha escrito o coordinado 24 libros y escrito capítulos para libros colectivos. Entre sus LIBROS figuran:
- “Los precios del trigo en la historia colonial de México, 1988
- "Las panaderías, sus dueños y sus trabajadores. Ciudad de México. Siglo XVIII", 1989
- "Los sismos en la historia de México", volumen I y II en 1996 y 2001
- "La organización del trabajo artesanal e industrial en Arandas, Jalisco", 2001
- "Desastres agrícolas en México. Catálogo histórico", 2003
- "Mestizajes tecnológicos y cambio cultural en México", 2004
- "Investigating the records of past earthquakes", 2004
- "La construcción social del riesgo y el huracán Paulina", 2005
- "Historia y desastres en América Latina", volúmenes I, II y III en 1996, 1997 y 2008.
- "Los sismos en la historia de Guerrero", 2010.
- "Metros, lenguas y mecates. Historia de los sistemas de medición en México", 2011.
- "Estrategias sociales de prevención y adaptación. Social strategies for prevention and adaptation", 2012.
- "Miradas concurrentes. La Antropología en el diálogo interdisciplinario", 2013

## Premios y distinciones
- Premios Casa Chata otorgados por el Centro de Investigaciones y Estudios Superiores en Antropología Social (CIESAS) en 1992, 1997 (2) y 2001-2002.
- Premio "Francisco Javier Clavijero" del INAH a la tesis de Maestría.
- Miembro de la Academia Mexicana de Ciencias desde 1996
- Orden de las Palmas Académicas en grado chevalier por el Gobierno de Francia en 2010.